# ناثان نغومو
ناثان نغومو (مواليد 14 مارس 2000) هو لاعب كرة قدم فرنسي يلعب في مركز خط الوسط في نادي بوروسيا مونشنغلادباخ.

## روابط خارجية
- ناثان نغومو على موقع الاتحاد الأوربي (الإنجليزية)
- ناثان نغومو على موقع رابطة كرة القدم الفرنسية للمحترفين (الإنجليزية)
- ناثان نغومو على موقع إي إس بي إن إف سي (الإنجليزية)
- ناثان نغومو على موقع قاعدة بيانات كرة القدم.إي يو (الإنجليزية)
- ناثان نغومو على موقع ليكيب (الفرنسية)
- ناثان نغومو على موقع Soccerbase.com (لاعب) (الإنجليزية)
- ناثان نغومو على موقع Soccerway.com (الإنجليزية)
- ناثان نغومو على موقع عالم كرة القدم.نت (الإنجليزية)
- ناثان نغومو على موقع AS.com (الإسبانية)